# جمعة الكرامة
جمعة الكرامة أو مجزرة جمعة الكرامة في 18 مارس 2011 مع اندلاع الانتفاضات الشعبية في شتَّى أنحاء العالم العربي، نظَّم عشرات الآلاف من المتظاهرين اليمنيين مظاهرة أطلقوا عليها اسم «جمعة الكرامة». وكانت تلك هي أكبر مسيرة تشهدها ساحة التغيير، وهي مخيم التظاهر والاعتصام مترامي الأطراف في العاصمة صنعاء. ومع انتهاء المتظاهرين من صلاة الجمعة، قام العشرات من الرجال في ثياب مدنية، مسلحين بأسلحة آلية عسكرية بالتجمع حول الاعتصام من اتجاه الجنوب ثم فتحوا النار.
ثبت أن مذبحة جمعة الكرامة هي الهجوم الأكثر دموية على المتظاهرين في انتفاضة اليمن التي استمرت عاماً. على مدار ثلاث ساعات، قتل مسلحون ما لا يقل عن 45 متظاهراً – أغلبهم من الطلبة الجامعيين ومنهم ثلاثة أطفال – وأصابوا 200 آخرين في حين لم تبذل قوات الأمن جهداً جاداً لوقف المذبحة. أضاف الغضب الذي تسببت فيه أعمال القتل هذه إلى زخم حركة الاحتجاج، التي أجبرت الرئيس علي عبد الله صالح في فبراير/شباط 2012 على التنحِّي عن منصبه.
قالت هيومن رايتس ووتش أنَّ هنالك مؤشرات على أن عدداً من كبار المسؤولين السابقين والحاليين بالحكومة لعبوا دوراً في المذبحة ثمَّ لم يتم اتهامهم بشيء. بدأت محاكمة ضدَّ القتلة المزعومين في سبتمبر 2012 لكن توقفت بعد أن طلب محامو الضحايا اتهام بعض كبار المسؤولين. هذا فضلاً عن قيام الرئيس السابق علي عبد الله صالح بإنهاء عمل النائب العام السابق عبد الله العلفي بعد ستة أسابيع من أعمال القتل، عندما طلب العلفي إحالة المشتبه بهم الأساسيين إلى الاستجواب، وبينهم مسؤولون حكوميون.
ما زال أكثر من نصف المدعى عليهم الـ 78 المتهمين بأعمال القتل، غير خاضعين للاحتجاز ويُحاكمون غيابياً في محكمة غرب أمانة العاصمة صنعاء الابتدائية. يقول محامو الضحايا بأن السلطات لم تبذل جهداً لضبطهم، رغم الأوامر المتكررة بضبط المتهمين الصادرة عن قاضي المحاكمة. ومن بين الهاربين من العدالة الشخصان اللذان يعتبران العقل المدبر للهجوم، وهما ابنا محافظ محافظة المحويت الموالي لصالح وقياديان بجهاز الأمن، بل إن وزير العدل أعلن في الذكرى السنوية الأولى لأعمال القتل أن «الجناة الحقيقيون هربوا وليس في السجن غير المتواطئين والمساندين».
في 27 أبريل 2013 أمرت محكمة غرب الأمانة في العاصمة صنعاء بالتحقيق مع علي عبد الله صالح و 11 من كبار المسؤولين السابقين ـ بمن فيهم ابني أخيه يحيى وطارق صالح.ووصفت هيومن رايتس ووتش الحكم بانه يمثل خطوة في اتجاه العدالة.
بعد أمر المحكمة بيوم واحد، أمر النائب العام علي الأعوش أيضاً بالتحقيق مع صالح وابنه أحمد، الذي كان قائد الحرس الجمهوري حتى وقت قريب، فيما يتعلق بقصف منزل يخص قبيلة الأحمر واسعة النفوذ في البلاد، في مايو 2011. أسفرت الهجمة عن قتل عدة أشخاص بينهم وسطاء قبليون. في توقيت الهدنة كان الشيوخ يحاولون إنهاء مواجهة سياسية بين صالح وأفراد عائلة الأحمر المؤيدين للانتفاضة.

## العنف قبل هجوم الكرامة
لم يقع هجوم جمعة الكرامة من فراغ. في شتى أنحاء اليمن، وفي الأسابيع والأيام التي سبقت المذبحة، قامت قوات الأمن والعصابات الموالية للحكومة بتنفيذ هجمات متكررة استهدفت حركة الاحتجاج الوليدة.
وقعت الهجمات الأكثر عنفا في صنعاء عند ساحة التغيير، وهي مدينة خيام مترامية الأطراف، أنشأها المحتجون في فبراير / شباط 2011 على مشارف بوابات جامعة صنعاء، غربيّ العاصمة. أصبحت ساحة التغيير مركزا للحركة المعارضة للرئيس صالح – المدينة المزدهرة داخل مدينة، فيها بائعون، ومنصات للخطابة والترفيه، ومستشفى ميداني داخل مسجد، ومحامون متطوعون، وقوات أمن. سرعان ما توسعت نحو الجنوب داخل منطقة سكنية تجارية مختلطة. خلق التوسع حالة من الانقسام في الحي، فمع ترحيب العديد من السكان والتجار بالمتظاهرين، كان آخرون يصفون حيهم وكأنه وقع تحت الحصار. شكل بعض السكان، بمن في ذلك عدد من المسؤولين الحكوميين والقادة الأمنيين، لجاناً شعبية، وتولوا إنشاء جدران من الطوب لتطويق المخيم الاحتجاجي. كانت الجدران الأطول والأغلظ هي مسرح هجوم جمعة الكرامة.
نفذت قوات الأمن عدة هجمات على التظاهرات سلمية في الأغلب الأعم، ويسرت وقوع هجمات أخرى نفذت بواسطة العصابات المسلحة يعتقد أنها موالية لصالح أو مرتزقة، بما في ذلك استقدامهم إلى ساحة التغيير في شاحنات عسكرية، ودعمهم بالحجارة والعصي. كما تناقلت التقارير قيام أنصار صالح أيضا بتمويل أفراد من عصابات، لجأوا إلى إنشاء مدينة خيام منافسة في ميدان التحرير بصنعاء. تعتبر قوات الأمن التي كانت وبشكل متكرر أكثر الضالعين في الهجمات، هي قوات الأمن المركزي، وهي وحدة شبه عسكرية يقودها نجل شقيق صالح، العميد يحيى صالح، وقوات الحرس الجمهوري النخبوية، التي كان يقودها نجل صالح، العميد الركن أحمد علي صالح (كما سبقت الإشارة أقال الرئيس هادي يحيى وأحمد صالح من منصبيهما في ديسمبر / كانون الأول 2012).
أصبحت الهجمات مميتة في منتصف فبراير، عقب قتل قوات الأمن ومهاجمين مجهولين لستة متظاهرين في المدن المضطربة عدن وتعز، بين 11 و18 فبراير. أصاب المعتدون أكثر من 100 آخرين خلال تلك الفترة، والعديد منهم في صنعاء. واندلعت احتجاجات في مختلف مدن اليمن في 18 فبراير /شباط، وأسموه يوم الغضب، الذي تقدر أعداد المشاركين فيه بـ 20 ألف شخص.

## مسؤولون حكوميون يساعدون في بناء الجدار

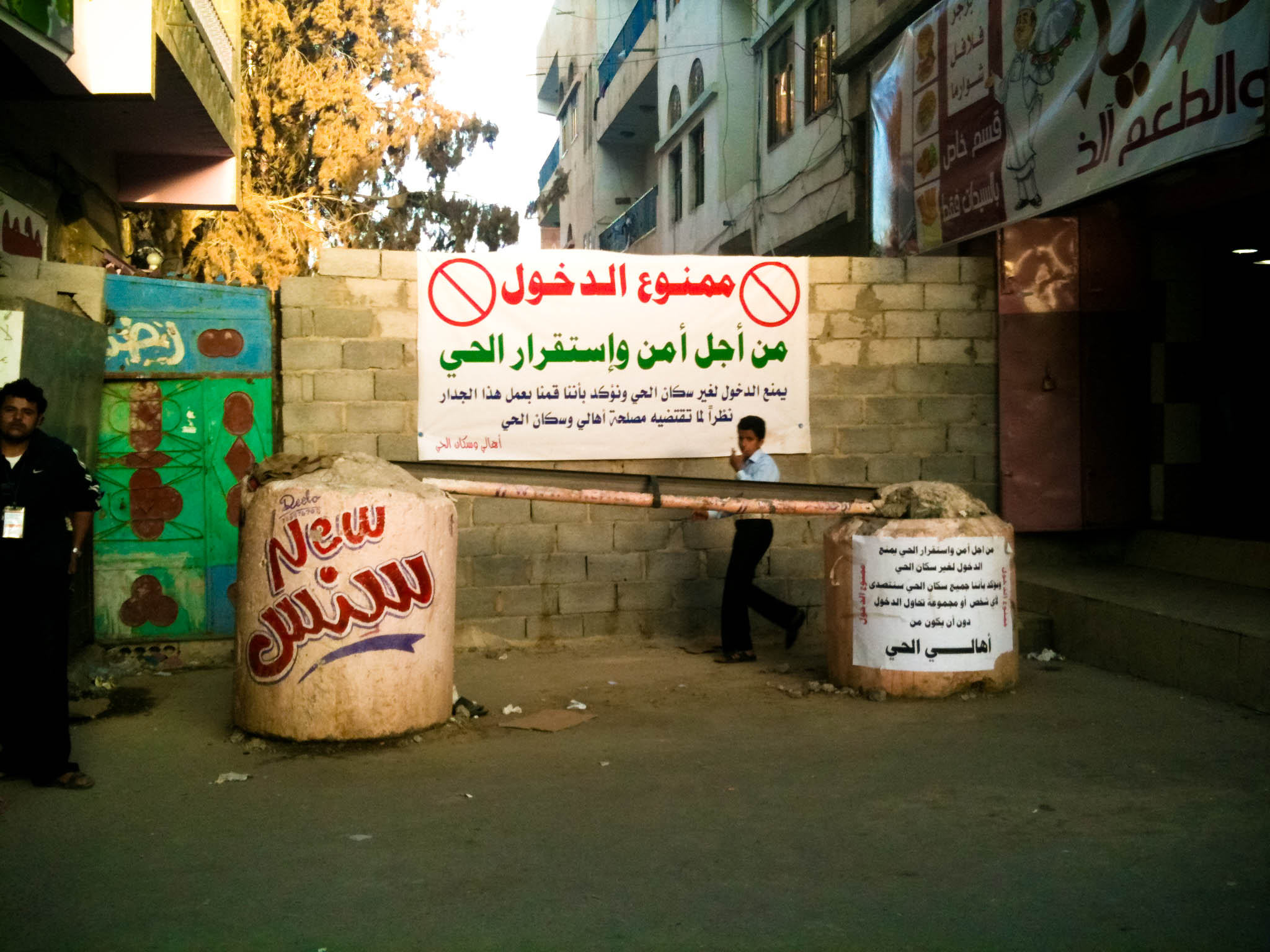
جدرا في أحد شوارع ساحة التغيير علقت عليه لوحة تمنع المتظاهرين من دخول هذا الشارع (26 فبراير 2011)

في 14 مارس، اجتمع الشيوخ وسكان آخرون في الحي مرة أخرى؛ لمناقشة زحف ساحة التغيير،  اجتمعت المجموعة في منزل عبد الله فروان، الذي أصبح فيما بعد رئيس هيئة التفتيش القضائي، وهي هيئة قوية داخل وزارة العدل اليمنية. ضم الاجتماع مسؤولين كبار آخرين، مثل أحمد أحمد ناصر، مدير منطقة بجهاز الأمن السياسي، وهي وكالة استخباراتية كانت ترفع تقاريرها مباشرة للرئيس صالح، الذي يرأسها بحكم الواقع؛ لأنه في ذلك الوقت كانت تحت قيادة نجل شقيقه عمار صالح، كما تواجد عبد الرحمن الضلعي العقيد بالقوات الجوية اليمنية، كما قال عقيل البوني إن عضو المجلس المحلي عبد الرحمن الكحلاني قد شارك بدوره.
قال البوني خلال الاجتماع، إن كبار المسؤولين أمروا الشيوخ بتوسيع اللجان الشعبية لدرء المتظاهرين:
| جمعة الكرامة | فوجئت أنهم يطلبون منا تشكيل لجان شعبية كلاً في مدخله لمواجهة حدوث أي مشكلة، وكلفوني باعتباري عاقل حارة بأن أجمع الشباب وأخبرهم بأن يحرسوا مداخلهم وقالوا بأن تحضر الشباب كلهم إلى صالة القاعة فقمت بإبلاغ أهالي الحارة بأن يحضروا إلى صالة الزراعة وقمت بإبلاغ إدارة الحرس المدني... وحضروا الاجتماع. | جمعة الكرامة |

شهد عاقل الحارة بأن الحضور في الاجتماع قرروا بناء جدار من الطوب لمنع تنامي مخيم الاحتجاجات. وقد عكف السكان على مدى الأسبوعين السابقين على بناء جدران من الطوب عبر عدة طرق جانبية لمنع دخول المتظاهرين، ولكن هذا الذي تم بنائه عقب اجتماع 14 مارس كان الأكثر منعة وامتد عبر الخط الدائري.
وقال البوني إن فروان، رئيس التفتيش القضائي، قد ساهم بثلاثمائة قالب طوب (بلكه) في بناء الجدار، وأن علي الأحول، نجل محافظ المحويت، قد وفر الأسمنت. أصبح علي الأحول فيما بعد المتهم الرئيسي في ملف اتهام النيابة ضد المشتبه في تنفيذهم الهجوم.
وقال يحيى عبد الله العمراني، ضابط في قوات الأمن المركزي، للنيابة العامة إن أولئك الذين تم تكليفهم ببناء الجدار تابعين لمحافظ المحويت، أحمد علي الأحول، الذي كان يلقب بـ «البيضاني» أي من محافظة البيضاء. في الأسبوع الذي سبق هجوم جمعة الكرامة في 18 مارس، قال الشاهد، إن المحافظ وحراسه «أطلقوا نارا في الهواء» كي يمنعوا المتظاهرين من التوسع في معسكرهم تجاه منزله. وأضاف العمراني «البيضاني أقسم أنه لن يتم تدمير هذا الجدار حتى لو كانت تلك هي نهايته».
وشهد محمد السنباني، أحد حراس الأمن، واتهم في وقت لاحق بالمساعدة في إضرام النار بالجدار، بعدما اصطف المهاجمون والسكان في الجانب الجنوبي من الجدار ومعهم الإطارات المصبوب عليها البنزين، شهد بدوره بأن المحافظ الأحول شارك في بناء الجدار، واستخدم الذخيرة الحية لدرء المتظاهرين:
| جمعة الكرامة | كل حارة اجتمعوا يحموا السور خلال الأسبوع وبعد صلاة الجمعة من يوم أمس بدأ المعتصمون أو المتظاهرين بهدم السور، وحتى لا يتوسعوا وأثناءها أبدى محافظ المحويت أحمد علي محسن البيضاني "الأحول" بإطلاق الرصاص على السور، على الجدار، حتى لا يهدموا "السور". | جمعة الكرامة |

وشهد سكان أن بشير النمري، الموضوع على قرار الاتهام كفار من العدالة ومن أبناء المنطقة، قام بجمع المال من أجل بناء الجدار، وتولي توزيع دفعات قليلة من القات، لتشجيع الرجال على الانضمام إلى اللجان الشعبية.
وشهد السنباني أمام النيابة العامة إن بعض الأشخاص كانوا يحصلون على ما بين 500 إلى ألف ريال يمني (2.33 إلى 6.66 دولار أمريكي) من أجل القات، وكان يتم توزيعها بواسطة بشير النمري.
كان الجدار بارتفاع 2.5 متراً، ويمر عبر الخط الدائري، عند تقاطعه مع مركز طبي يطلق عليه المركز الطبي الإيراني.

## المجزرة

خريطة توضح ساحة التغيير ومكان المجزرة.

وقعت المجزرة بالطرف الجنوبي من ساحة التغيير، الذي كان وقتها ساحة للمتظاهرين المعارضين لعلي عبد الله صالح. مع انتهاء عشرات الآلاف من المتظاهرين من صلاة الظهر، بدأ مسلحون ملثمون في إطلاق النار عليهم من الشارع، ومن فوق الأشجار، ومن أسطح المنازل، بما فيها منزل محافظ المحويت.
في الأيام السابقة على إطلاق النار كان سكان المنطقة والموالون لصالح قد أقاموا جداراً حجرياً بارتفاع 2,5 متراً بين المتظاهرين والمسلحين، ثم أغرقوه بالبنزين وأضرموا فيه النيران مع بدء الهجوم، مما نشر سحب الدخان التي أخفت مطلقي النيران وحاصرت المتظاهرين، كان كل القتلى والجرحى تقريباً من المتظاهرين المصابين بالرصاص. وقد أصيب معظم القتلى في الصدر أو الرأس، وقفت قوات الأمن المركزي، التي كانت مسلحة بالعصي ومدفع مائي فقط، وقفت تتفرج بينما كان بعض المسلحين الموالين للحكومة ظاهرين للعيان، انسحب بعض المسلحين عبر طابور لقوات الأمن المركزي دون أن يستوقفهم أحد، كما قال اثنان من الشهود لـ هيومن رايتس ووتش.
بدأ بعض المتظاهرين في عملية نقل الجثامين، ملفوفة في بطانيات، إلى عيادة ميدانية في ساحة التغيير، ثم يعودون بالبطانيات وقد امتلأت بالحجارة لرميها على المسلحين. وبعد إطلاق النار على المتظاهرين وقعت اشتباكات تركزت في محيط ساحة التغيير، وخصوصا شارع الرباط وشارع عشرين وجولة المركز الطبي الإيراني بين المتظاهرين وقوات الأمن المركزي. كما نشبت مواجهات بين المتظاهرين وقوات الأمن المركزي أمام حي الجامعة القديمة، حيث استخدمت قوات الأمن الرصاص الحي وعربات المياه الساخنة وقنابل الغاز، وشوهدت خمس سيارات إسعاف تنقل الجرحى.
على مدار ثلاث ساعات، قتل المسلحون ما لا يقل عن 45 متظاهراً وأصابوا نحو 200 آخرين، طبقاً لمسؤولين طبيين عند مسرح الأحداث وأقارب الضحايا ومحامين قابلتهم جميعاً هيومن رايتس ووتش. ترى هيومن رايتس ووتش أن عدد القتلى قد يصل إلى 52 قتيلاً إذا أضفنا من ماتوا على مدار الأيام التالية متأثرين بالإصابات. ورد في بيان اتهام النيابة 43 متظاهراً قتيلاً و127 آخرين مصابين.
جميع من قُتلوا ونحو 40 ممن أصيبوا، تعرضوا لطلقات أسلحة نصف آلية في الرأس والصدر ومناطق أخرى من نصف الجسد العلوي، فيما وصفه مسؤولون طبيون ومحامون ومتظاهرون بأنه عمل رماة مُدربين مهرة يقصدون القتل.
في ذلك الوقت، كان المستشفى الميداني في ساحة التغيير داخل مسجد، ليس أكثر من عيادة ميدانية صغيرة. خلال دقائق أصبح المسعفون بلا حول ولا قوة إزاء هذه المجزرة. خلال نصف ساعة من توافد أول الضحايا، راح المستشفى يرسل استغاثات للتبرع بالدم. أجرى الأطباء 27 جراحة عصر ذلك اليوم، رغم أن المستشفى لم يكن به أكثر من ثلاثة أطباء، على حد قول رئيسة تمريض بالمستشفى الميداني لـ هيومن رايتس ووتش.
بعد أن حطم المعتصمون الجدار، بدأت موجات منهم تعبر إلى المنطقة التي يطلق منها المسلحون النار وداهموا بيت ممحافظ محافظة المحويت وبنايات قريبة بحثاً عن المعتدين، رغم استمرار الرصاص. داهم المتظاهرون بيت المحافظ وأشعلوا فيه النار. صادروا عدة بنادق آلية وعبوات رصاص من المباني، طبقاً لشهادات شهود وطبقاً لمقابلات أجرتها هيومن رايتس ووتش. وأسروا ما لا يقل عن 14 من المسلحين المزعومين وغيرهم من المشتبه بهم، وضربوهم بوحشية، قامت لجنة أمنية في ساحة التغيير باستجواب المشتبه بهم وبعد ساعة سلمتهم إلى الفرقة الأولى مدرع للجيش اليمني، على بعد نحو كيلومتر. ورد اسم أربعة من الـ14 مشتبه به الأصليين في لائحة الاتهام، وتم الإفراج عن الباقين. فيما قال المعتصمون للإعلام إن خمسة من المشتبه في كونهم مسلحين كانت معهم أوراق هوية حكومية.
بعد ساعات من الهجوم، أعلن الرئيس صالح عن بدء حالة الطوارئ لمدة 30 يوماً. حمل الرئيس صالح ووزير الداخلية المتظاهرين «المسلحين» مسؤولية إراقة الدماء، وهو الاتهام الذي كرره الرئيس الأسبوع التالي.

### حالة الطوائ وإقالة الحكومة

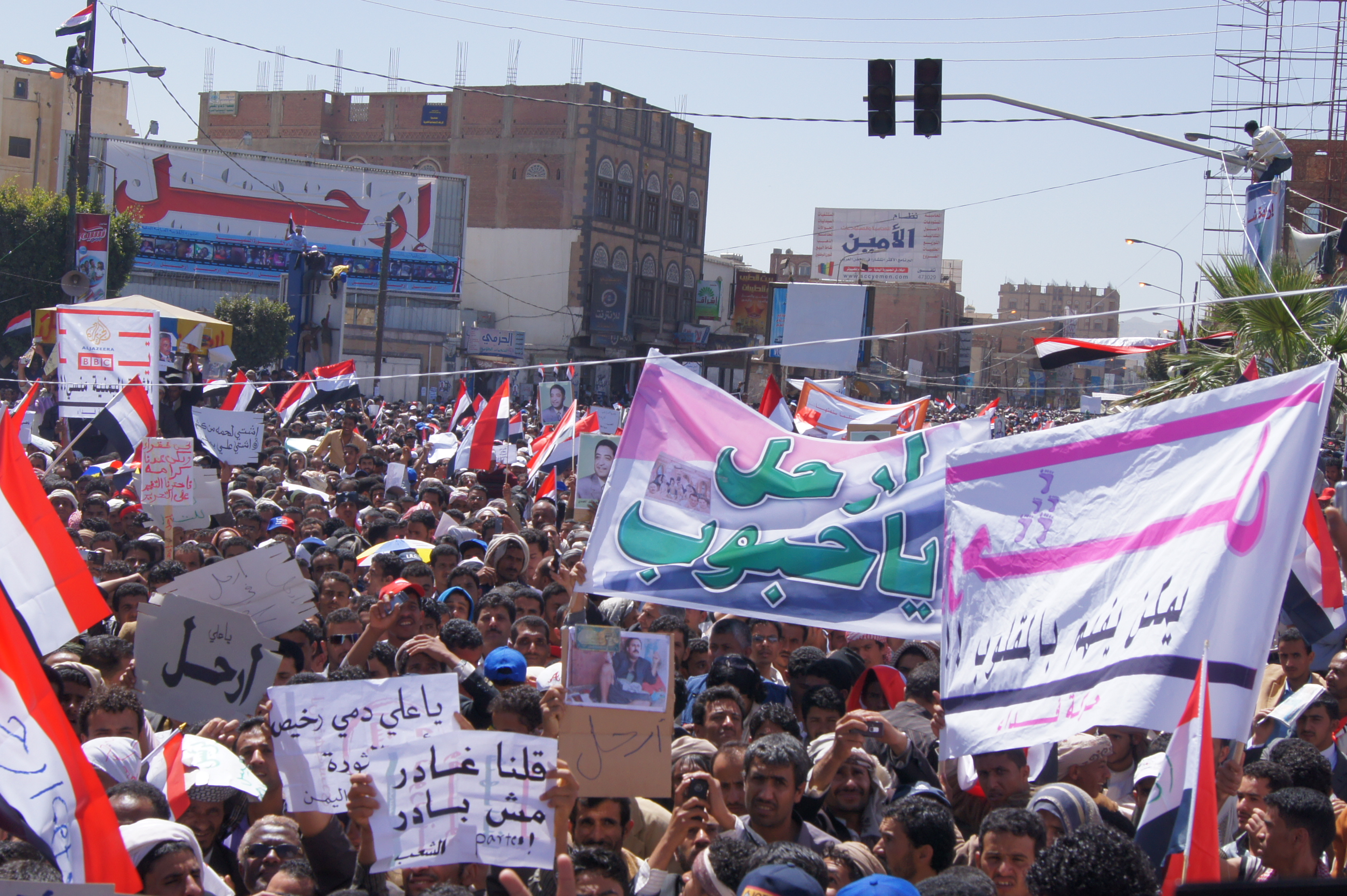
ساحة التغيير بصنعاء في 1 مارس 2011

أعلن الرئيس صالح حالة الطوارئ ليلة الهجوم، أمر أيضاً العامة بعدم حمل الأسلحة في العاصمة صنعاء. بعد خمسة أيام في تاريخ 23 مارس 2011 وافق البرلمان على حالة الطوارئ، التي أتاحت الرقابة على الإعلام ومنعت التظاهر وأعطت قوات الأمن سلطات موسعة بتوقيف واحتجاز المشتبهين دون عملية قضائية. المعارضة اليمنية والنواب المستقلين والمستقيلين من الحزب الحاكم طعنوا في شرعية حالة الطوارئ بسبب عدم وجود قانون طوارئ فيدستور اليمن وبسبب عدم اكتمال النصاب في أعداد النواب، الجدير بالذكر أن القانون الذي استند إليه التصويت يعود إلى زمن جمهورية اليمن الشمالي الذي يعود 1963 فيما قبل الوحدة مع الجنوب سنة 1990، وهذا كما يذكر بعض المعارضين أنه نسف للوحدة اليمنية بالاستناد على قانون قبل الوحدة.

### ردود الفعل
أدت هجمة 18 مارس إلى اندلاع موجة احتجاج واستنكار محلية ودولية وأضافت إلى زخم حركة الاحتجاج، بالإضافة إلى الدعم النخبوي الذي اكتسبته الحركة. خرج في جنازات المتظاهرين القتلى عشرات الآلاف من اليمنيين. وأدت إلى عشرات الانشقاقات في صفوف المسؤولين الحكوميين بداية من وزير السياحة نبيل الفقية ليصبح أول وزير يستقيل من الحكومة خلال الثورة. وتلاه القاضي حمود الهتار وزير الأوقاف والأرشاد، ورئيس البعثة اليمنية إلى الأمم المتحدة.
رفض صالح دعوات تنحيه المتزايدة، ونشر الدبابات في شتى أنحاء العاصمة، وقام في 20 مارس بحل الحكومة.
و في يوم 21 مارسأعلن أحد كبار القادة العسكريين، اللواء علي محسن الأحمر قائد الفرقة الأولى مدرع والمنطقة الشمالية الشرقية العسكرية تأييده للثورة وانضم الأحمر إلى المعارضة ونشر قوات الفرقة الأولى مدرع، لحراسة متظاهري ميدان التغيير. لتشكل ضربة موجعة للرئسس صالح ونظامة لا سيما بعد سيل الانضمامات الكثيرة للثورة من القادة العسكريين المختلفين والتي تلى هذا الانضمام وعدد كبير من السفراء والقيادات في حزبالمؤتمر الشعبي العام.كما بدأ صادق الأحمر (ليس من أقارب اللواء الأحمر) رئيس تجمع حاشد القبلي القوي، في دعم المعارضة.
- مدن اليمن :

ساد الغضب محتلف مدن اليمن وخرجت المظاهرات العفوية تنديدا لما حصل في عدة مدن يمنية ومنها مدينة عدن التي انطلقت الدعوات من مأذن مساجدها للخروج تنديدا لما حصل في صنعاء.. وشهدت تعز أكبر حشد جماهيري منذ انطلاق ثورة الشبان، ووصفه منظموه بأنه حشد مليوني.
- احزاب المعارضة :

قالت المعارضة أنه لم يعد هناك مجال للتوصل إلى تفاهم مع النظام، وأدان الرئيس الدوري للتحالف ياسين نعمان الهجوم على المتظاهرين في صنعاء واعتبره «جريمة» ودعا الرئيس إلى التنحي. ومن جهتها أكدت «اللجنة التحضيرية للحوار الوطني» أنه لا حوار ولا مفاوضات مع النظام، بعد ما أسمتها «مجزرة» الجمعة. أما الناطق باسم أحزاب اللقاء المشترك المعارضة محمد قحطان فاعتبر ما جرى في صنعاء «جريمة إبادة جماعية لشعب أعزل» وطالب المجتمع الدولي بتوفير الحماية للشعب.
توالت ردود الفعل الدولية والعربية المنددة بالقمع الدامي للاحتجاج في اليمن، مطالبة بالسماح بسير المظاهرات السلمية. ودعت جميع الأطراف اليمنية للتحاور للوصل بالبلاد إلى بر الأمان. وأتت الإدانات من الرئيس الأميركيباراك أوباما، وزارة الخارجية الفرنسية، مسؤولة الشؤون الخارجية في الاتحاد الأوروبي كاثرين آشتون، وزارة الخارجية الروسية، وزارة الخارجية القطرية،تونس، الأمين العام للأمم المتحدة بان كي مون، منظمة هيومن رايتس ووتش.
- حث الرئيس الأمريكي باراك اوباما السلطات على حماية الاحتجاجات السلمية وقال انه يجب محاسبة المسؤولين، وقال اوباما في بيان مكتوب «من الأهم أكثر من أي وقت مضى لكافة الأطراف ان تشارك في عملية مفتوحة وشفافة تتناول المخاوف المشروعة للشعب اليمني وتطرح مسارا سلميا ومنظما وديمقراطيا نحو دولة أكثر قوة وازدهارا.»

### إخفاق الدولة في الحماية
أخفقت قوات الأمن اليمنية في حماية كل من المتظاهرين والسكان أثناء اعتداء جمعة الكرامة الذي دام ثلاث ساعات. تشير شهادات الشهود وأقوالهم لـ هيومن رايتس ووتش إلى أن هذا الإخفاق كان متعمداً. وقد قال عدد من الشهود إن قوات الأمن المركزي اليمني – وهو من أفضل قوات اليمن تدريباً وتجهيزاً بالمعدات – كانوا مسؤولين عن الأمن في المنطقة لكن قاموا بحماية المسلحين ذوي الثياب المدنية فيما كانوا يطلقون النار على المتظاهرين.
قبل وأثناء الهجوم تلقى مسؤولون رفيعو الرتب – ومن بينهم وزير الداخلية وقادة الأمن – تحذيرات متكررة من مسؤولين أمنيين من رتب أدنى، ومن متظاهرين وسكان من حمام دم محتمل على وشك البدء. وبدلاً من إرسال تعزيزات أو محاولة حل المشكلة، انسحب الأمن المركزي من المنطقة في الليلة السابقة على الهجوم.
ما إن بدأ الهجوم حتى استغرقت قوات مكافحة الشغب بالأمن المركزي نصف ساعة حتى وصلت إلى المكان رغم أنها كانت متمركزة على مسافة كيلو متر واحد فقط. كانت القوات التي وصلت جديدة، من المجندين غير المجهزين بالتسليح الكافي، وقد أخفقوا في احتجاز المسلحين الذين كانوا يرونهم بوضوح. قال الشهود لهيومن رايتس ووتش إنهم بدلاً من القبض عليهم أداروا خرطوم المياه وقنابل الغاز المسيل للدموع التي كانت معهم باتجاه المتظاهرين.
حتى الرئيس صالح أقر بأن قوات الأمن لم تكن في المكان وقت بدء إطلاق النار. رغم أن هدفه كان بلا شك إبعاد الشك في أي تواطؤ للشرطة في الهجوم المسلح، فقد قال أثناء مؤتمر صحفي بعد المذبحة بساعات أنه فيما يخص الشرطة فهي لم تكن متواجدة أثناء الهجوم بالمرة، ولم تطلق رصاصة واحدة.

## الضحايا
أغلب المتظاهرين الـ 53 الذين قُتلوا في إطلاق النار يوم جمعة الكرامة كانوا طلبة جامعيين. كان أصغرهم يبلغ من العمر 16 عاماً – أحد الأحداث الثلاثة القتلى – وأكبرهم يبلغ 50 عاماً. جميع القتلى وأغلب المصابين من الذكور. ومن بين القتلى جمال الشرعبي، وهو مصور يمني يبلغ من العمر 35 عاماً، وهو أول صحفي يُقتل في الانتفاضة اليمنية.
جميع القتلى ونحو 40 شخصاً من المصابين – 10 منهم أطفال – أصيبوا بأعيرة نارية في الرأس والصدر ومناطق أخرى بالجزء العلوي من الجسد.
أطلق المتظاهرون على منطقة إطلاق النار اسم ساحة الشهداء وحولوها إلى ما يشبه المزار، تحفه صور القتلى. لكن هذا هو تقريباً كل ما نال الضحايا من اعتراف وتقدير. إلى الآن ما زال المصابون إصابات خطيرة وأقارب القتلى لم يحصلوا على أية مساعدات من الحكومة تقريباً، طبقاً لمحامين للضحايا.

### أنور الماعطي
عندما بدأت محاكمة المدعى عليهم الـ 78 في قضية جمعة الكرامة في 29 سبتمبر/أيلول 2012، كان عبد الواحد الماعطي يقف في قاعة المحكمة، رافعاً بيده لافتة لنجله أنور، وكانت اللافتة عبارة عن صورة ملصقة إلى ظهر صندوق كرتوني.
وأنور البالغ من العمر 16 عاماً هو أصغر القتلى في الهجوم. في الصورة، يبدو وجهه وجه صبي يافع. يرتدي عمامة بيضاء وتغطي وجهه ابتسامة حماسية. أطلق عليه المتظاهرون في ساحة التغيير «الشهيد الفاتح»، أي الشهيد الذي فتح الأبواب.
أصيب أنور بطلق ناري وهو يركض نحو بيت محافظ المحويت ضمن موجة المتظاهرين الأولى التي حطمت الجدار وحاولت الإمساك بالمسلحين. أصابته رصاصة وهو يفتح باب بيت المحافظ ويحاول الدخول.
وصف الأب ابنه بأنه أفضل طالب في فصله، وكان يحلم بأن يكون طبيباً:
| جمعة الكرامة | كان يشعر بالإحباط والغضب، يشعر بأنه في ظل هذا النظام من المستحيل أن يدخل كلية الطب لأنها ليست متاحة إلا للأقوى والأكثر نفوذاً ومحاسيبهم. | جمعة الكرامة |

عندما بدأت الانتفاضة استمر أنور في دراسته، لكنه كان يقضي فترة ما بعد الظهر وأيام العطلة الأسبوعية في ساحة التغيير. قال والده:
| جمعة الكرامة | حاولت عدة مرات إقناع ابني بالبقاء في البيت وألا يذهب إلى ساحة التغيير لأنه مكان خطير. كانت إجابته: أبي إن أبقيتني في البيت وأبقى كل أب أولاده في البيت، فمن سيذهب ليغير ما نحن عليه؟ | جمعة الكرامة |

مثل الكثير من أقارب الضحايا الآخرين، قال الماعطي إنه يريد محاكمة المسؤولين عن قتله. لدى سؤاله عن القانون الذي أصدره البرلمان ويمنح الحصانة للرئيس السابق صالح ومساعديه، قال: «أعطاه من لا يملك لمن لا يستحق».

### سليم الحرازي
فقد سليم عينيه بسبب جرح من رصاصة أثناء جمعة الكرامة، سليم الذي كان يبلغ من العمر 11 عاماً قال إنه لم يتمكن من مقاومة إغراء الانضمام إلى المظاهرات في ساحة التغيير يوم جمعة الكرامة. قام بالتسلل من بيته في الليلة السابقة. قال لـ هيومن رايتس ووتش: «قال الرئيس السابق إنه سيحمي المتظاهرين، فحسبت أنني سأكون في أمان».
كتبت أيونيا كريغ، وهي صحفية حرة، عن رؤيتها سليم مع صبيين آخرين في خيمة بساحة التغيير مع بداية انهمار الرصاص:
| جمعة الكرامة | كان الصبية – بعيداً عن قسوة ما يحدث على مسافة أقدام قليلة منهم، يحجبهم عن الخارج غلالة قماشية بيضاء خفيفة – يتمازحون ويضحكون. كان اثنان منهم يرتديان خوذات بلاستيكية هندسية وزعت على مخيم المعتصمين للحماية من الحجارة، التي أصبحت من أسلحة معارك الشوارع الشائعة على مدار الأيام الأخيرة... كان من الواضح تماماً أن الخيمة التي انهارت جزئياً لا توفر إلا أقل الحماية من رصاصات الرشاشات الكلاشنيكوف المتطايرة في الهواء. ومع عدم قدرتي على التعبير عن تضامني واهتمامي باللغة العربية للصبية الضاحكين، أشرت لهم أن يغادروا الخيمة، وكنت أهم بمغادرتها بدوري. رفضوا ذلك. | جمعة الكرامة |

قال لـ هيومن رايتس ووتش: 
| جمعة الكرامة | رأينا النار وراء الجدار، فذهبت لأتفرج. رأينا بلاطجة، كانوا يرمون الحجارة علينا ونرمي الحجارة عليهم. رأينا رصاصات تأتي من وراء الجدار". | جمعة الكرامة |

أصابت رصاصة سليم تحت أنفه، ثم عبرت من عينه اليمنى إلى عينه اليسرى. عندما استيقظ من النوم في اليوم التالي في مستشفى العلم والتكنولوجيا، وهي مركز طبي خاص في صنعاء كان يعالج المتظاهرين المصابين، كان الأطباء قد أزالوا عينيه.
قال سليم لـ هيومن رايتس ووتش إنه يريد أن يصبح عالم دين. في البداية، يريد على حد قوله أن يتعلم القراءة بلغة برايل وأن يتلقى جراحة تجميلية. دأبت المؤسسة الخيرية لرعاية أسر الشهداء والجرحى (وفا) – وهي مجموعة توفر المساعدات للمتظاهرين المصابين وعائلات القتلى – على مساعدة سليم في الحصول على العلاج الأساسي، لكن لا العيادة ولا أسرة سليم يقدرون على ثمن الجراحة التجميلية.
| 1. أحمد المليكي 2. أسامه علي يحيى الأشول 3. أمين أحمد علي العريف 4. إبراهيم محمد القادري 5. إسماعيل صالح المعمري 6. الصحفي / جمال الشرعبى 7. أنور عبد الواحد صالح الماعطي 8. حامد عبد الله علي شائف 9. حسن علي محمد العريقي 10. حمير محمد علي نصر 11. خالد علي محمد الحزمي 12. صادق عبد الله عبده 13. صلاح عبد الله الشرماني 14. عادل حسين موسى الحميقاني 15. عبد الباسط عبد الغفور المشولي 16. عرفات محمد احمد حمزة 17. علي احمد محمد الفلاحي 18. عيسى احمد الشامي | 1. علوي محمد الشاهري 2. علي محمود علي 3. عوض صالح اليافعي 4. قيس شوقي الملكي 5. كمال محمد حسين سعيد 6. ماهر رزق محمد ماهر 7. مجاهد عبد الحق عبد العليم القاضي 8. محمد حسين الثلايا 9. محمد محمد علوي الوصابي 10. محمد محمد علي الطويل 11. محمد محمد علي العلوي 12. محمد محمد مطهر القباء 13. محمد مرشد احمد مثنى 14. محمد يحي العزب 15. منيب يفوز محمد الصغير 16. ناظم شهاب عبد العزيز العمودي 17. نشوان عبد الرحمن عبد الكريم الفقيه 18. نور الدين احمد صالح حسين | 1. حامد علي عبد الله اليوسفي 2. خالد محمد عبد الله دنمة 3. صقر احمد الشيخ 4. عمر محمد سعيد البريهي 5. عمرو محمد حسن الشيباني 6. محمد طه علي المنيعي 7. محمد عبد الواحد العريفي 8. محمد عبده الشاجع 9. محمد قرموش السلالي 10. محمد قناف مرشد غنيم 11. محمد محمد علي مصلح السليماني 12. محمد يحي شماريخ 13. محمد يحي محمد القملاني 14. معاذ عبد الرحمن عبد الرقيب الصبري 15. مقبل محمد 16. نايف أحمد أحمد دومان 17. ياسر حسين الحميقاني |

## إجراءات التحقيق

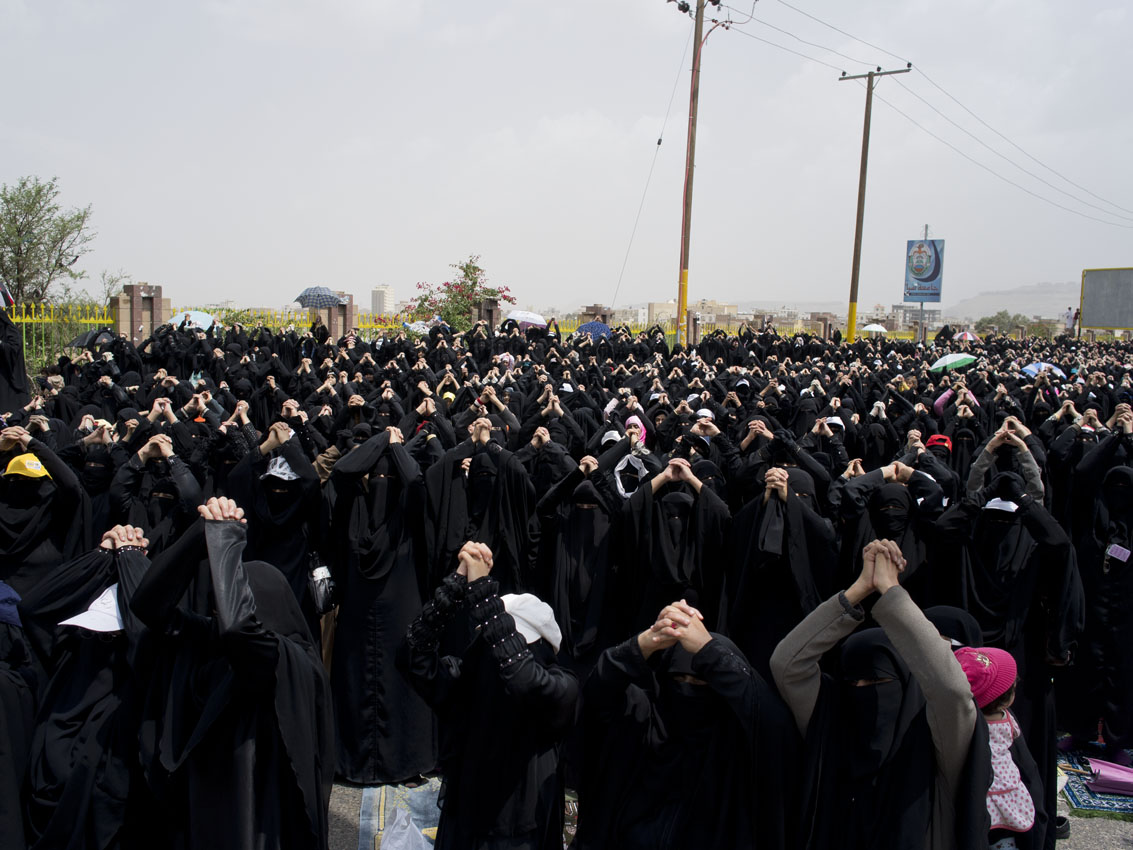
النساء في شارع الستين أثناء القاء الشعارات الثورية بعد صلاة الجمعة

قام الرئيس صالح بوقف النائب العام عبد الله العلفي عن العمل بعد فترة وجيزة من مطالبة العلفي بالقبض على مشتبهين أساسيين، بينهم مسؤولين حكوميين. أخفقت النيابة في استجواب – ناهيك عن اتهام – بعض كبار المسؤولين الذين أفادت شهادات شهود بضلوعهم في الهجوم، أو رؤساء أجهزة أمنية مثل العميد يحيى صالح، الذي ظل حتى ديسمبر 2012 القائد الفعلي للأمن المركزي، الذي أخفقت وحدة فض الشغب التابعة له في الرد على النحو الملائم على الهجوم.
رغم أن العلفي محسوب على الموالين لصالح، إلا أنه أكد على استقلاليته فيما يخص المظاهرات والتحقيق في القضية في الأسابيع السابقة على إقالته. فقد طالب في 24 فبراير قوات الأمن بحماية المتظاهرين المشاركين في المسيرات السلمية.
في 23 مارس بعد أن أفادت قناة اليمن التابعة للدولة اتهام العلفي للمعارضة السياسية بمسؤوليتها عن هجمات جمعة الكرامة، أنكر العلفي في اتصال هاتفي بساحة التغيير على العلن صحة هذا التقرير.
أدرجت المحكمة 34 شخصاً من بين المشتبه بهم الـ 78 المدعى عليهم في قرار النيابة بتاريخ 29 يونيو 2011 كهاربين من العدالة، بمن فيهم من يُزعم أنهم العقول المدبرة للهجوم. يدعي محامون للضحايا إن أماكن العديد من المدعى عليهم المفقودين معروفة وأن السلطات لم تبذل جهداً جاداً للعثور عليهم. كما زعم محامو الضحايا أن تقريباً كل المدعى عليهم الثمانية المحتجزين كانوا من المارة، أو متواطئين هامشيين أو في حالة واحدة، شخص تم القبض عليه بالخطأ.
لم يحدد قرار الاتهام عدد المدعى عليهم من مسؤولي الأمن أو الحكومة، أو وحداتهم أو الأجهزة التابعين لها. يدعي محامو الضحايا إن الأغلبية العظمى ممن يعتبرون في عداد الهاربين من العدالة هم من مسؤولي الأمن أو الحكومة، أو من أعضاء حزب المؤتمر الحاكم سابقاً من عهد الرئيس صالح.
حتى وزير العدل مرشد العرشاني قال في الذكرى الأولى للهجوم إن «الجناة الحقيقيون هربوا ولم يدخل السجن غير معاونيهم ومناصريهم». وفي مقابلة مع هيومن رايتس ووتش نفى النائب العام الجديد علي أحمد ناصر الأعوش –الذي احتفظ بمنصبه بعد مجيئ الرئيس هادي – أن يكون مكتبه أو أطراف أخرى من حكومة صالح قد تدخلوا في القضية. وقال الأعوش: «لقد مضينا في التحقيقات بأفضل ما نستطيع».
ألقى النائب العام مسؤولية أي ضعف في القضية على «رفض الشهود وأقارب الضحايا التعاون مع التحقيقات» وعلى اللواء الأحمر، قائد الفرقة الأولى مدرع، الذي قال إنه «ربما» لم يسلم جميع الأسلحة والأدلة الأخرى التي صادرها المتظاهرون بعد أن حطموا الجدار. أما اللواء الأحمر فقد نفى أي تدخل من جانبه في أثناء مقابلة منفصلة مع هيومن رايتس ووتش.
أقرّ الأعوش بأن من بين المشتبه بهم عناصر من الأمن ومسؤولين حكوميين لكن قال إنه لا يعرف عددهم تحديداً، قائلاً لـ هيومن رايتس ووتش: «بصفتي النائب العام لا أدخل في تفاصيل هذه القضية».
قاطع أقارب الضحايا على مدار 18 شهراً الجلسات السابقة على المحاكمة احتجاجاً على وجود ثغرات في القضية. بدأ أهالي الضحايا في دعم مجريات القضية في سبتمبر 2012 بعد أن حضّر محاموهم دعوى تطالب المحكمة بأن تأمر النائب العام بإعادة فتح التحقيق واتهام كبار المسؤولين ومنهم الرئيس السابق علي عبد الله صالح، كما نصف أدناه في هذا التقرير.
إلا أن هذه الدعوى كانت لها مشكلاتها، فقد اشتملت على مرفق عبارة عن مذكرة يُزعم أنها من وزارة الداخلية تشير لتورط بعض كبار المسؤولين في تسليح الموالين للحكومة وقت أن بدأت جماعات مسلحة تهاجم المعتصمين. إلا أن محكمة منفصلة، هي المحكمة الإعلامية المتخصصة، كانت قد قضت قبل خمسة أشهر بأن هذه المذكرة مزيفة. لم تشر الدعوى إلى اللغط المحيط بصدقية الوثيقة.
هذه المذكرة المزعومة المؤرخة في فبراير 2011 والتي يُزعم أنها صادرة عن وزير الداخلية مطهر رشاد المصري إلى العميد طارق صالح الذي كان يرأس الحرس الرئاسي الخاص في ذلك التوقيت، تطالب قائد الحرس الرئاسي بالموافقة على قائمة من الأفراد الذين سيتولون مسؤولية توزيع الأسلحة على الموالين لصالح.
من بين 78 مشتبهاً وردت أسماؤهم في لائحة الاتهام بالهجوم في يونيو 2011، يظل 30 على الأقل مطلقي السراح، بمن فيهم المتهمان الرئيسيان ـ عقيد وشقيقه كانا يشغلان وقتها منصبين أمنيين رفيعين. يزعم محاميو المتهمين والضحايا على حد سواء أن السلطات لم تبذل جهدًا جدياً للعثور على المشتبه بهم. لم يُتهم بالقتل العمد إلا 2 من بين الـ14 متهماً الذين احتجزوا على ذمة التحقيق. أبدى محاميو الضحايا التخوف من أن يكون المتهمون المحتجزون مجرد متفرجين أبرياء أو شركاء ثانويين على الأكثر، وهم يسعون بدورهم إلى تحقيق جديد في الواقعة.
قال يحيى محمد عبد الله صالح، قائد قوات الأمن المركزي وابن شقيق الرئيس السابق علي عبد الله صالح، قال لـ هيومن رايتس ووتش في مارس 2012 إنه «لم يكن هناك فشل» من جانب قواته. وقال إنه أرسل القوات على الفور لكنها لم تكن تملك سوى العصي وكان المسلحون يفوقونها تسليحاً.

قالت ليتا تايلر: 
| جمعة الكرامة | يوحي فشل قوات الأمن المركزي في منع إطلاق النار إما بالإهمال الجسيم أو بالتواطؤ مع المسلحين. ومع ذلك فإن النيابة العامة لم تستجوب قائد القوات قط، ولا حققت في مسؤوليتها | جمعة الكرامة |

### محافظ المحويت ونجليه
أسقطت لائحة الاتهام التهمة عن 59 من المشتبه بهم، بمن فيهم محافظ المحويت أحمد علي محسن الأحول. يعد نجلي الأحول من المشتبه بهم الرئيسيين مطلقي السراح. كانت أسطح منزل المحافظ في صنعاء، الواقع على مسافة نحو 30 متراُ جنوبي الجدار، من المواقع الأساسية التي أطلق المسلحون منها نيرانهم. شهد أحد حراس بناية قريبة من موقع الهجوم أمام السلطات بأنه ألقى الحجارة على المتظاهرين لأن المحافظ أمره بمهاجمة المتظاهرين. وشهد شاهد آخر بأن المحافظ أمر بإقامة الجدار. لم يتم استجواب المحافظ قط.
يُزعم أن علي أحمد علي محسن الأحول ابن المحافظ، والعقيد الذي كان وقتها مدير التحريات بالإدارة العامة للمباحث الجنائية واسعة النفوذ في اليمن، كان يطلق النار من بندقية من سطح منزل المحافظ، كما تقول لائحة الاتهام، بناءً على شهادة شهود عيان. وهو وأخوه غازي أحمد علي محسن الأحول من بين المتهمين بالقتل العمد.
توحي شهادة أحد المتهمين بأن عليّ الأحول كان من بين الذين اعتقلتهم السلطات في البداية، رغم عدم وجود سجل يفيد باستجوابه أو احتجازه. شهد المتهم بأنه رأى عليّ الأحول وسط جماعة من المسلحين المزعومين كان قد تم نقلهم إلى سجن عسكري بالفرقة الأولى مدرع في عصر يوم الهجوم.
في 26 مارس نشر موقع عين نيوز المعارض وثيقة مُحدثة تحمل توقيع الرئيس صالح والخاتم الرئاسي، وفيها يأمر الرئيس بعدم استجواب محافظ المحويت أحمد الأحول، وكذلك أحد أبنائه ومرافقيه، على صلة بالهجوم. كما أسلفنا، فقد استخدم المسلحون منزل الأحول كنقطة تمركز أساسية للهجوم، كما أن نجلي المحافظ – وهما من كبار ضباط الأمن – يعتبران المدعى عليهما الأعلى رتبة على صلة بالقضية.ورد في المذكرة الموجهة إلى وزير الداخلية في ذلك الحين، المصري:
| جمعة الكرامة | يتم كف الخطاب عن أحمد علي محسن الأحول وولده ومرافقيه وتجميد أي أوامر قهرية صادرة من النائب العام ضدهم... ولا مانع من ضبط المتهمين الآخرين في القضية وإرسالهم إلى النيابة للتحقيق معهم. | جمعة الكرامة |

### تحقيقات قاصرة ومعيبة
قالت هيومن رايتس ووتش إن التحقيق الذي أجرته الحكومة اليمنية السابقة فيما يسمى بمذبحة جمعة الكرامة يوم 18 مارس 2011 تشوبه العيوب والتدخل السياسي من أوله إلى أخره.و قالت إن على السلطات اليمنية أن تأمر بتحقيق جديد في الهجوم، الذي كان الأكثر دموية، وقد شنّه مسلحون مؤيدون للحكومة على المتظاهرين، في أثناء ثورة الشباب 2011. تسبب الهجوم الذي وقع في صنعاء في قتل 45 شخصاً وجرح ما يناهز 200 آخرين، وصار رمزاً لمقاومة الرئيس في ذلك الوقت على عبد الله صالح. تقرر بدء المحاكمة الجنائية لـ78 متهماً في القضية يوم 29 سبتمبر 2012.

و قالت ليتا تايلر، باحثة أولى في شؤون اليمن في هيومن رايتس ووتش: 
| جمعة الكرامة | شابت تحقيقات الحكومة السابقة في جرائم القتل بجمعة الكرامة عيوب جسيمة، وربما كان التحقيق محاولة سافرة لحماية مسؤولين حكوميين من الملاحقة الجنائية. على الحكومة اليمنية الجديدة أن تظهر التزامها بتحقيق العدالة في الانتهاكات الخطيرة للحقوق وذلك عن طريق إجراء تحقيق جديد | جمعة الكرامة |

### عدم استجواب المسؤولين
لم يستجوب المحققون كبار أفراد القوات الأمنية رغم توافر أدلة على إخفاقهم في حماية المتظاهرين، كما قالت هيومن رايتس ووتش. تم تحذير مختلف القوات الأمنية من هجوم محتمل، وتنبيههم فور بدايته، ومع ذلك فإن قوة الأمن المركزي، وهي وحدة شبه عسكرية كانت منتشرة حول نطاق ساحة التغيير، رحلت في الليلة السابقة ولم تعد لمدة 30 دقيقة على الأقل بعد بداية إطلاق النيران.
لم تستجوب النيابة الأحول محافظ المحويت الذي كان بيته منطقة رئيسية لتمركز المسلحين الذين أطلقوا النار على المتظاهرين والذي اتهمت النيابة نجليه علي وغازي ضمن المتهمين بإطلاق النار على المتظاهرين. كان المحافظ الأحول ضمن قائمة المشتبهين الـ 127 الأولية لكن النيابة أسقطته من قائمة المتهمين بدعوى «نقص الأدلة». ولم تستجوب النيابة فروان، رئيس هيئة التفتيش القضائي وقت الهجوم وغيره من المسؤولين الذين قال شهود إنهم تورطوا في تخطيط تشكيل لجان مسلحة من الحارات القريبة من الجدار.[176]
لم تستجوب النيابة كذلك اللواء علي محسن الأحمر قائد الفرقة الأولى مدرع، الذي اتهمته بالإخفاق في تسليم جميع المشتبهين المقبوض عليهم يوم الهجوم إلى النيابة. كما لم تستجوب الرائد المخلافي من الفرقة الأولى مدرع الذي أدرجته النيابة في البداية مشتبهاً لكن لم تنسب إليه اتهاما. في شهادة للنيابة قال بعض الشهود إن المخلافي قاد مجموعة من المسلحين في ثياب مدنية وكانوا يطلقون النار من سطح متجر للعسل قريب من الجدار.
ولم يكن الإخفاق في استجواب كبار المسؤولين بسبب ضيق الوقت. فقد سلمت النيابة قرار اتهامها بعد ثلاثة شهور فقط من بدء التحقيق، أي نصف مدة الستة أشهر المسموح بها قانوناً لإتمام تحقيقات النيابة.

### المشتبهون الرئيسيون فارون
هناك 8 فقط من بين 78 مشتبهاً بمذبحة جمعة الكرامة كانوا محتجزين في يناير 2013 كما اوردت هيومن رايتس ووتش. أغلب الثمانية عمال وحراس أمن وطلاب. يدعي محامون للضحايا إن المدعى عليهم المحتجزين هم أكباش فداء إما أبرياء أو لعبوا دوراً هامشياً على أبعد تقدير، وما زالوا مسجونين لمجرد أن ليس لديهم نفوذ سياسي كافٍ.
أورد قرار الاتهام 31 مدعى عليهم، بينهم مسؤولين أمنيين ذكرت النيابة أنهم لعبوا دوراً رئيسياً في الهجوم، ووردوا في القرار كهاربين من العدالة لم يتم القبض عليهم أبداً. هؤلاء الـ 31 جميعاً تقريباً هم من بين المشتبهين الـ 52 المتهمين بأقصى تهمة، وهي إطلاق النار بنية القتل. المحاكمات الجنائية الغيابية تخرق بشكل عام حق المدعى عليه في تقديم دفاعه والرد على الأدلة وشهادات الشهود. يمكن أن تشمل الاستثناءات القضايا التي يفر فيها المدعى عليه بعد بدء مداولات القضية.
هناك 39 مدعى عليهم آخرين تم إخلاء سبيلهم بضمانات. كما أن 12 شخصاً من المدعى عليهم المخلى سبيلهم مفقودين، رغم الأوامر المتكررة من قاضي المحاكمة بأن تضبطهم السلطات وتضمن حضورهم لمداولات المحكمة، ويصل عدد غير المحتجزين الذين مثلوا أمام المحكمة في الجلسة الأخيرة بتاريخ 28 نوفمبر 2012 27 شخصاً فقط.
حضر المدعى عليهم الثمانية المسجونين أغلب جلسات المحاكمة، حيث يودعون في القفص كما جرت العادة أثناء المحاكمات اليمنية الخاصة بالجرائم الجسيمة. مع بداية المحاكمة في 29 سبتمبر 2012 قام المدعى عليهم المحتجزون بالضرب على قضبان القفص وهتفوا: «اخرجونا! الأبرياء مسجونين والمذنبين طلقاء!».
من المدعى عليهم المسجونين رجل مشرد مصاب بحول شديد في عينيه، وظهر مشتتاً للغاية وأصر على أن اسمه معمر علي حسين الحوت وليس معمر ناجي علي الحوت، وهو الاسم الذي يظهر في قرار الاتهام. الحوت متهم بصفته ممن أطلقوا النار أثناء الهجوم.
أثناء مقابلة بالسجن مع هيومن رايتس ووتش أقر الحوت – الذي كان محتجزاً في يوليو 2011 – بأنه كان يعيش في خيمة بميدان التحرير، المنطقة التي كانت تتمركز فيها المظاهرات الموالية لصالح. قال إنه في البداية تعرض للسجن بتهمة تعاطي الخمور وطعن رجل حاول سرقة نقوده وهاتفه النقال.
عندما أحيل الحوت إلى المحكمة بعد أسابيع على ما حسب أنها ستكون عقوبة 80 جلدة جراء هذه الواقعة، أعاده القاضي على غير المتوقع إلى السجن بصفته أحد الذين أطلقوا النار، على حد قول الحوت. أكد محاميان يمثلان الحوت دون مقابل هذه النسخة من الأحداث لـ هيومن رايتس ووتش. قال الحوت إنه ليست معه أوراق هوية ليثبت هويته وهي مشكلة شائعة في اليمن:
| جمعة الكرامة | لم أذهب إلى ساحة التغيير أبداً. بل إنني بكيت في المحكمة وانهرت. كنت أشعر بصدمة بالغة. أعرف أنه من الصعب تصديق أن رجل مثلي بريء بسبب شكلي ومظهري، لكن أقسم أنني مجرد إنسان بسيط ومشكلتي الوحيدة هي الشرب. لم أمسك في حياتي ببندقية. | جمعة الكرامة |

في سبتمبر أمر قاض بالإفراج عن الحوت إذا اثبت هويته، لكن الحوت قال إنه مُبعد عن أسرته «لا أعرف أي أحد يمكنه أن يأتي ليتعرف عليّ».
هناك مشتبه آخر مسجون هو جامع قمامة يبلغ من العمر 65 عاماً يُدعى خالد سعيد أحمد باطرفي، الذي تقول النيابة إنه أشعل النار في الجدار وقت أن تم إطلاق النار على المتظاهرين. في مقابلتين مع هيومن رايتس ووتش في سبتمبر 2012، الأولى في السجن والثانية أمام قفصه في المحكمة، كان باطرفي غير متماسك ومتناقض ويبدو مرتبكاً للغاية.
أثناء جلسة 29 سبتمبر ذكّر القاضي عبد الولي الشعباني باطرفي بأنه حصل على إخلاء سبيل بضمان في يوليو. صاح باطرفي: «لكن لا يمكنني أن أجد ضامناً!» قال لـ هيومن رايتس ووتش إنه لا يمكنه الاتصال بأقاربه ليساعدوه لأن السلطات صادرت هاتفه النقال ونظارته وبطاقة هويته أثناء القبض عليه ولم تعدها إليه بعدها.
أحد المشتبهين – السائق صالح الجبري – شهد بأن عاقل الحارة عقيل البوني ووليد حسين حسن النمري من سكان الحارة، المتهم بإطلاق النار بقصد القتل، دفعا له 1000 ريال يمني (46 دولاراً) ليوصلهم إلى حيث يجدون مواد لإحراق إطارات لدى الجدار. اتهم جبري بالتواطؤ بينما لم يُتهم البوني بالمرة.
هناك محتجز مشتبه آخر هو محمد أحسن علي زيت، محاسب يبلغ من العمر 27 عاماً، قال لـ هيومن رايتس ووتش إن المتظاهرين قبضوا عليه وهو واقف في مدخل صيدلية حيث يعمل في مركز تجاري، وهو أحد المباني التي أطلق المسلحون النار منها على المتظاهرين.

### أقوال شهود وغيرهم

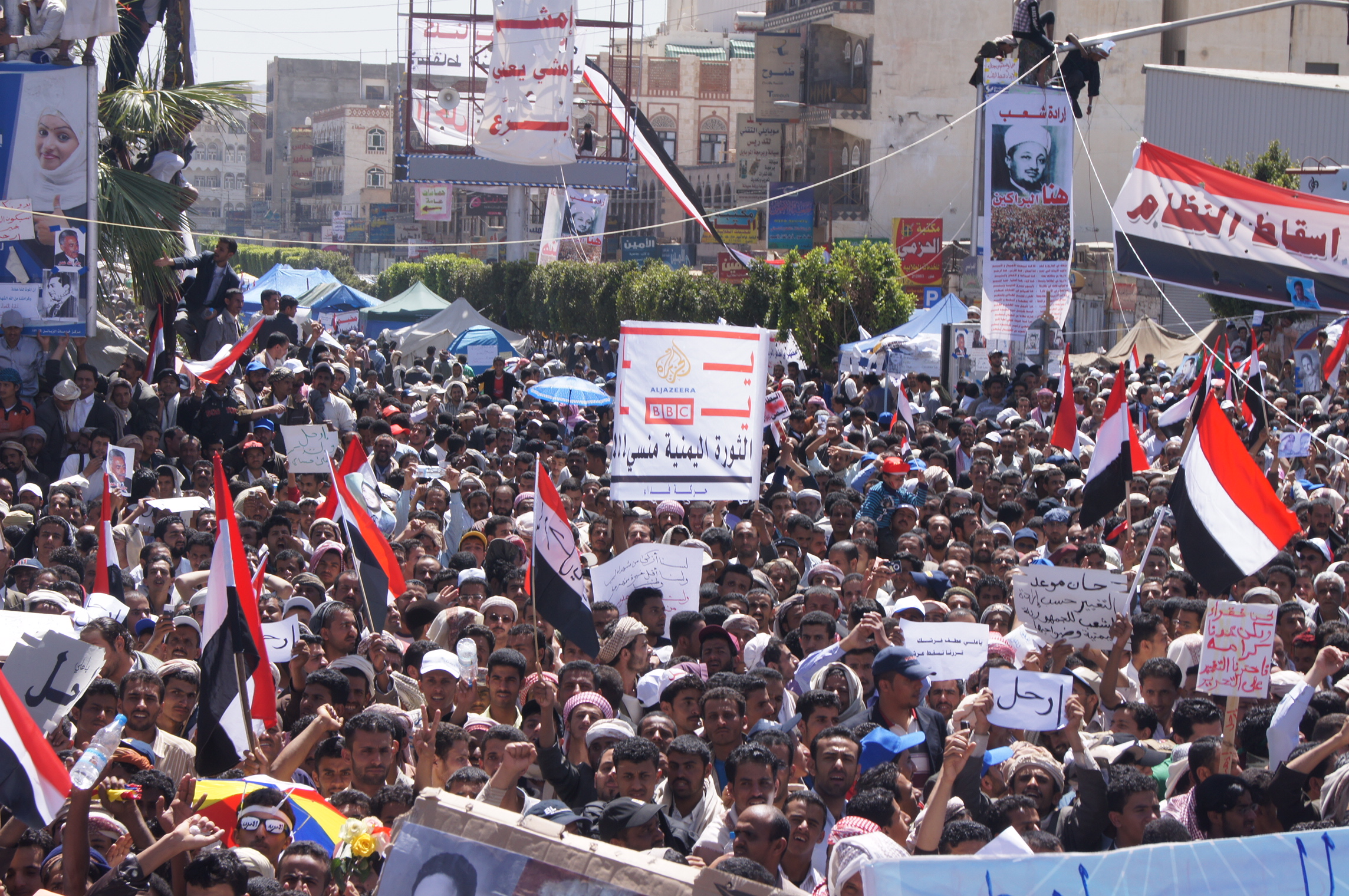
ساحة التغييربصنعاء بتاريخ 1 مارس 2011

- خالد قائد محمد المليكي، متظاهر ونائب ناظر مدرسة خاصة، 25 سنة :

| ” | قتل صديق شديد القرب مني، هو علي الصلاحي. كان يقف قرب الجدار. في الطريق إلى الجدار رأيته حياً. وفي طريق عودتي إلى الجدار رأيته ميتاً. كان يبدو وكأن مدفعاً آلياً كبيراً قد قتله. فيما بعد رأيت مقطعاً مصوراً على قناة سهيل التلفزيونية لبركة الدماء التي سالت من جسمه، ولمتظاهر آخر يغمس يديه في تلك الدماء ويدهن صدره بها. كان علي الصلاحي عريساً حديث الزواج. كان قد فرش لتوه شقة لأسرته الجديدة، لكنه لم يعش ليسكنها | “ |

- إلهام شرف أبو طالب، والدة المشتبه به أيمن يحيى بدر، 19 سنة :

| ” | طلب مني وكيل النيابة أن أضع بصمتي على ورقة وقال إنها ستساعد في الإفراج عن ابني، ففعلت. ما زلت لا أعرف ماذا كان بتلك الورقة لأنني لا أقرأ ولا أكتب. علمت فيما بعد أن وكيل النيابة قال إنني أخبرته بأنني رأيت باسم [المشتبه به باسم محمد حمود الحارثي، من أفراد عائلة يمنية بارزة] يحمل سلاحاً ويتجه نحو المكان الذي حدث فيه كل شيء. لم أره قط يحمل سلاحاً. كان يقف على الناصية مع أبنائي وغيرهم بالقرب من سوق القات، وهذا كل شيء | “ |

- زينب أحمد معاد صلاح، والدة أحد ضحايا إطلاق النيران، صلاح عبد الله الشرماني، 22 سنة :

| ” | في ذلك الصباح استحممت ووضعت العطر وذهبت إلى الميدان. طهوت له الغداء لكنه لم يعد... نحن نريد محاكمة عادلة، لا تعويضاً | “ |

## الحصانة من المحاكمة
من المعوقات الرئيسية التي تحول دون الملاحقات القضائية قانون الحصانة لعلي عبد الله صالح الذي مرره البرلمان اليمني في يناير 2012 كما ورد في المبادرة الخليجية لتنحي علي عبد الله صالح عن الحكم. يمنح القانون الرئيس السابق حصانة كاملة له ولجميع من خدموا معه من الملاحقة القضائية على أية جرائم باستثناء الأعمال الإرهابية، المرتكبة أثناء أداء الخدمة على مدار حكمه لمدة 33 عاماً. حتى إذا كانت المحكمة المسؤولة عن المحاكمة الخاصة بالمسؤولين عن هجوم جمعة الكرامة ستأمر بفتح تحقيقات جديدة تؤدي إلى اتهام مسؤولين حكوميين إضافيين، فمن المرجح أن هؤلاء المسؤولين سيستعينون بقانون الحصانة في الطعن على ملاحقتهم قضائياً.
إن منح الحصانة يناقض التزامات اليمن بموجب القانون الدولي، لأن هذه الأحكام والبنود تناقض التزامات الدول بمكافحة الإفلات من العقاب على الانتهاكات الجسيمة للقانون الدولي لحقوق الإنسان والقانون الدولي الإنساني. عارض الأمين العام للأمم المتحدة قرارات العفو على الجرائم الدولية المعروفة. من ثم، فرغم أن قانون الحصانة يحتوي على بند يمنع الطعن على القانون أو إلغاءه، فإنه يمكن الطعن على صحة سريان العفو في المحاكم اليمنية.
وقد طالب كل من مجلس الأمن والمفوضية السامية لحقوق الإنسان بتحقيقات شاملة ومستقلة وغير منحازة تتفق مع المعايير الدولية، في انتهاكات حقوق الإنسان أثناء الثورة اليمنية في عام 2011، وبأن يُحمل المسؤولية «جميع المتسببين» في الانتهاكات.
كما أعرب مجلس حقوق الإنسان بالأمم المتحدة عن دعمه لهذه التحقيقات وقال إنه سيراقب التقدم الذي سيحرزه اليمن على مسار تنفيذها.

## اتهام علي عبد الله صالح ومساعديه
في 13 أكتوبر 2012 تقدم محامون لضحايا جمعة الكرامة بدعوى بمحكمة غرب أمانة العاصمة الابتدائية وصفوها بأنها خطوة أولى محتملة نحو الطعن على قانون الحصانة اليمني. تسعى الدعوى لاتهام 11 مدعى عليهم إضافيين في وقائع إطلاق النار بينهم الرئيس السابق صالح ونجل شقيقه العميد يحيى صالح الرئيس السابق لأركان الأمن المركزي.
تطلب الدعوى من المحكمة أن تأمر بتحقيق جديد وتتهم النائب العام بتجاهل تواطؤ بعض كبار المسؤولين الحكوميين في الهجوم. كما تطالب بفرض حظر سفر فوري على 11 مسؤولاً مطلوب اتهامهم.
بالإضافة إلى الرئيس السابق صالح والعميد يحيى صالح، تسعى الدعوى لاتهام طارق محمد عبد الله صالح، من أبناء أشقاء الرئيس السابق وكان وقت الهجوم قائد الحرس الرئاسي الخاص، والعميد عبد الملك الطيب، قائد الأمن المركزي السابق، ومطهر رشاد المصري وزير الداخلية السابق وعبد الله فروان رئيس هيئة التفتيش القضائي السابق، ومحافظ المحويت أحمد علي الأحول، وعبد الرحمن الأكوع، صهر صالح وأمين العاصمة السابق، وأحمد ناصر مدير عام الأمن السياسي بأحد أحياء العاصمة وعبد الرحمن الكحلاني عضو مجلس محلي عن حزب المؤتمر وضابط متقاعد، ومحمد أحمد الكليبي، ضابط جيش، وقيادة أمن المنطقة الغربية وقيادة الأمن المركزي بأمانة العاصمة صنعاء.
قال القاضي الشعباني في جلسة المحاكمة في 28 نوفمبر إنه يبدو أن الدعوى تتعارض مع قانون الحصانة وأرسلها إلى القسم الدستوري بالمحكمة العليا لتقديم الرأي.[208] اعترض حازم المريسي المحامي الأساسي في الدعوى بأن المتهمون في الدعوى يجب أن يتقدموا برد أولاً.وحتى أواسط يناير 2013 لم يعقد القاضي الشعباني جلسات إضافية في المحاكمة ولم تكن المحكمة العليا قد أصدرت رداً على الدعوى.
في 27 أبريل 2013 أمرت محكمة غرب الأمانة في العاصمة صنعاء بالتحقيق مع علي عبد الله صالح و 11 من كبار المسؤولين السابقين ـ بمن فيهم ابني أخيه يحيى وطارق صالح.ووصفتهيومن رايتس ووتش الحكم بانه يمثل خطوة في اتجاه العدالة.
بعد أمر المحكمة بيوم واحد، أمر النائب العام علي الأعوش أيضاً بالتحقيق مع صالح وابنه أحمد، الذي كان قائد الحرس الجمهوري حتى وقت قريب، فيما يتعلق بقصف منزل يخص قبيلة الأحمر واسعة النفوذ في البلاد، في مايو 2011. أسفرت الهجمة عن قتل عدة أشخاص بينهم وسطاء قبليون. في توقيت الهدنة كان الشيوخ يحاولون إنهاء مواجهة سياسية بين صالح وأفراد عائلة الأحمر المؤيدين للانتفاضة.

## الذكرى السنوية

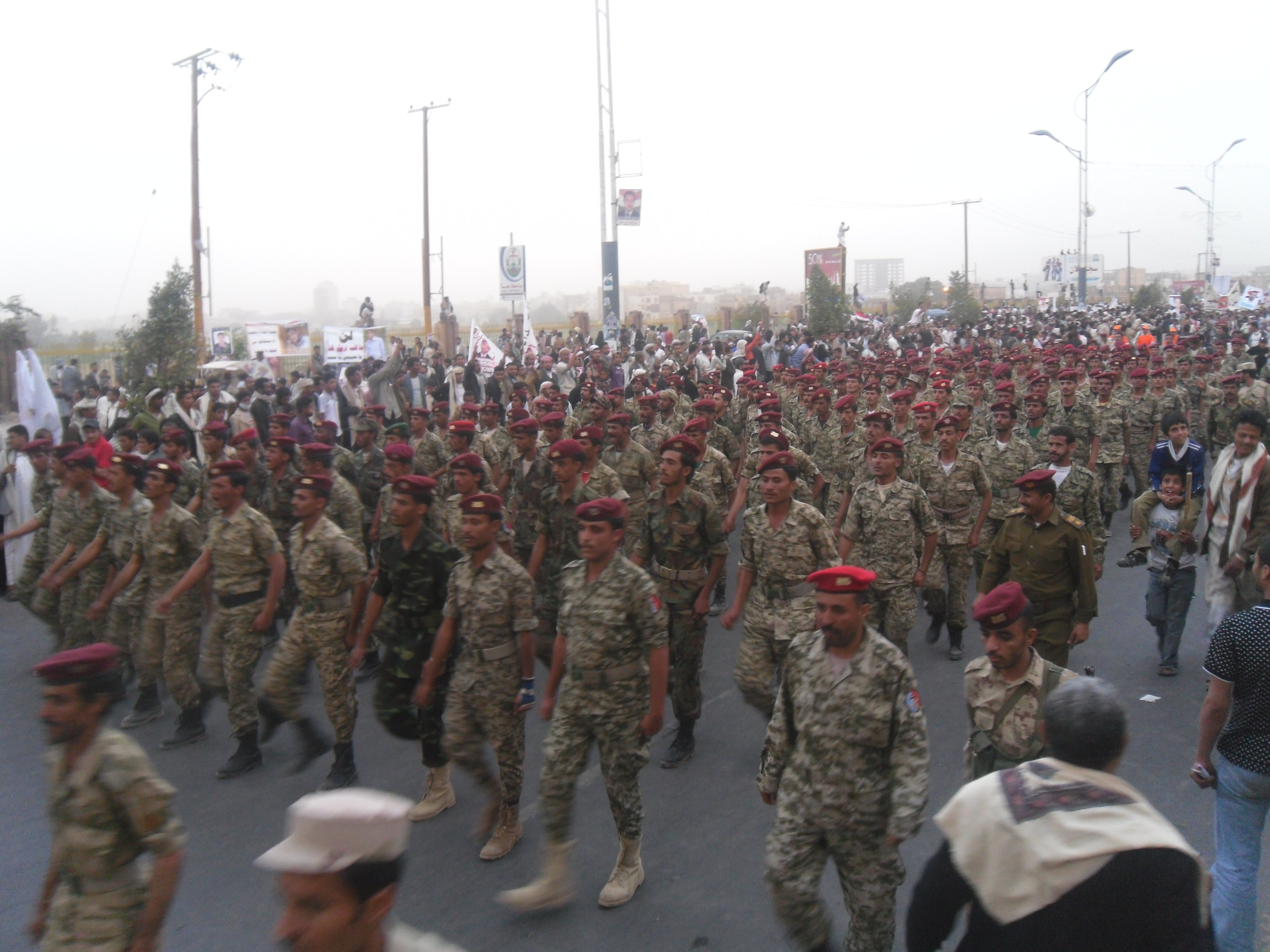
من فعاليات العرض العسكري في ذكرى مجزرة جمعة الكرامة بتايح 18 مارس 2012

يقيم اليمنيون وخاصة المشاركون في ثورة الشباب اليمنية ذكرى سنوية بتاريخ 18 مارس من كل عام في تارخ جمعة الكرامة في الساحات العامة وساحات الاعتصام في مختلف المحافظات
وفي الذكرى الأولى للمجزرة اقيمت مظاهرة حاشدة في 18 مارس 2012 في شارع الستين في العاصمةصنعاء اقيم فيها عروض كرنفالية شارك فيها مختلف النقابات والإتلافات الثورية يحملون صور الشهداء الذين سقطوا في مثل هذا اليوم، وشهدت الذكرى عرض عسكري كبير من الجنود المؤيدين للثورة وبشكل كبير من الفرقة الاولى مدرع والقوات الجوية اليمنية

## وصلات خارجية
- قناديل الفجر الشهيد أنور الماعطي على يوتيوب.
- فلم جمعة الكرامة على الجزيرة الوثائقية على يوتيوب.
- شهداء جمعة الكرامة اليمن - مشاهد مؤثرة على يوتيوب.